# Fruitbier
Fruitbier wordt gemaakt door op het einde van het brouwproces, vlak voor het gisten begint fruit toe te voegen dat mee kan fermenteren. Traditioneel worden hiervoor steenvruchten gebruikt (kers, perzik ...), maar ook framboos, aardbei, banaan en appel zijn mogelijk. In moderne brouwerijen wordt vaak enkel sap toegevoegd aan het bier. Veel bieren worden bovendien nog gezoet. De naam van een fruitbier kan bestaan uit de naam van het oorspronkelijke bier en het toegevoegde fruit. Bijvoorbeeld kriekenlambiek (Lambiek met krieken), hoewel de naam van het oorspronkelijke bier in de volksmond vaak wegvalt, dus kortweg "kriek", ook in het Frans. Zeker gezoete varianten hebben een minder bittere hopsmaak of minder zure smaak dan andere bieren.